# Кирцис хан
Кирцис хан (на гръцки: Κύρτση Χάνι, на турски: Kirci Hanı) е историческа постройка в град Солун, Гърция.

## Местоположение
Сградата е разположена на улица „Едеса“ № 5, във Франкомахала, срещу Бенсусан хан и до Емниет хан и Стоа „Кирцис“.

## История
Построена е в 1868 година за богатия бизнесмен Кирцис. Кирцис е активен член на Солунската гръцка община и улицата носи неговото име. Ханът оцелява след пожара в 1917 година и през годините сменя много приложения и собственици. В 1983 година е обявен за паметник на културата. В 2017 година е обновен изцяло от заведението „Ипсилон“.

## Архитектура
В архитектурно отношение е двуетажна сграда с неокласически елементи и правоъгълен план. От особен интерес са отделните морфологични елементи на сградата, като фалшивите колони, които обрамчват големите правоъгълни отвори на приземния етаж и поддържат прост линеен антаблеман, малките колони, които поддържат линейния антаблеман на етажа, малкият триъгълен фронтон на върха и други. Мраморните фалшиви пиластри и входната веранда от прохода са обработени в началото на XXI век. В ключа, който се намира над кованата входна врата, все още виждаме инициалите на собственика „Κ.Γ.“. Входът води към портик, който води до стълбище към първия етаж. Пред стълбището вдясно и вляво има отвори, които водят към просторните стаи на приземния етаж. В зоните на приземния етаж правят впечатление чугунените колони, които поддържат таванското помещение. Такива колони има в още няколко сгради в града - Неделковата къща, Къщата на улица „Навархос Воцис“ № 3, Бирарията „Зитос“ в Лададика, Болницата „Свети Димитър“.